# Ricki Herbert
Ricki Herbert, född 4 april 1961 i Auckland, är en före detta professionell fotbollsspelare och numera tränare för Nya Zeelands landslag. Han är också en av Nya Zeelands mesta landslagsmän genom tiderna.

## Klubbkarriär
Herbert spelade för flera klubbar hemma i Nya Zeeland under större delen av sin karriär. Främst spelade han i Mount Wellington AFC där han också nådde de största framgångarna, totalt blev han nyzeeländsk mästare med Mount Wellington tre gånger under sin karriär. Han spelade även en säsong för Sydney Olympic FC i den australiensiska proffsligan National Soccer League.
Herbert spelade även två säsonger som proffs i den engelska klubben Wolverhampton Wanderers FC mellan 1984 och 1986. Han hann med att spela 45 matcher för klubben innan han lämnade den.

## Landslagskarriär
Herbert debuterade för det nyzeeländska landslaget den 20 augusti 1980 i en match mot Mexico, en match som Nya Zeeland vann med hela 4-0. Han deltog även i alla kvalmatcherna inför Fotbolls-VM 1982 dit Nya Zeeland kvalificerade sig för första gången. Han kom in som avbytare i den första matchen i VM-turneringen mot Skottland, men spelade sedan från start i de övriga två gruppspelsmatcherna mot Sovjetunionen och Brasilien. Alla matcherna slutade med förluster för Nya Zeeland.
Herbert spelade totalt 61 landskamper vilket är fjärde flest någonsin i Nya Zeelands landslag, endast Ivan Vicelich, Vaughan Coveny och Simon Elliott har spelat fler.

## Tränarkarriär
Herbert började sin tränarkarriär i några klubbar i Nya Zeeland under 1990-talet och bäst gick det för honom som tränare för Central United FC med vilka han blev nyzeeländs mästare 1999. Hans framgångar med klubblagen ledde till ett intresse från Nya Zeelands fotbollsförbund, vilka erbjöd honom att bli tränare för Nya Zeelands U23-landslag. 2001 blev han assisterande förbundskapten för Nya Zeelands landslag och 2003 blev han tränare för Nya Zeelands U17-landslag.
Den 25 februari 2005 tog Herbert över jobbet som tränare det nyzeeländska landslaget. Första matchen som tränare för landslaget var mot Australien i juni samma år. Under Herberts ledning kvalificerade sig Nya Zeeland för andra gången någonsin till Fotbolls-VM när de vann de avgörande kvalmatcherna mot Bahrain under hösten 2009. Han blir därmed den förste nyzeeländare som deltar i två VM-slutspel, 1982 som spelare och 2010 som tränare.
I december 2006 fick Herbert kliva in och ta över tränarrollen i proffsklubben New Zealand Knights FC när det stod klart att klubben skulle läggas ner efter säsongen. Säsongen därpå tog han tränarjobbet i den då nybildade proffsklubben Wellington Phoenix FC som ersatte New Zealand Knights i den australiensiska och nyzeeländska proffsligan A-League. Dessa tränaruppdrag har han skött vid sidan av sitt uppdrag som tränare för landslaget.